# KRC Bissegem
K.R.C Bissegem oftewel Koninklijke Racing Club Bissegem is een voetbalclub uit Bissegem, België. De club draagt het stamnummer 4250 en is opgericht in 1945 en in dat jaar sloot de club zich ook officieel aan bij de Belgische Voetbalbond. De club was samen met KV Kortrijk en KFC Marke 1 van de eerste voetbalclubs in Kortrijk. En heeft 2 keer deelgenomen aan de Beker van België. De club kleuren van K.R.C Bissegem zijn blauw en wit. K.R.C Bissegem speelt hun thuiswedstrijden in het Stedelijk Sportpark Ter Biezen.
Het eerste elftal van de club speelt momenteel in Eerste Provinciale A  - West-Vlaanderen. De jeugd van K.R.C Bissegem speelt onder andere in de gewestelijke en provinciale competitie. Maar de club beschikte in zijn glorie jaren ook over 3 interprovinciale ploegen. De laatste keer dat K.R.C Bissegem kampioen speelde was in het seizoen 2024/2025.  

## Geschiedenis
K.R.C Bissegem werd in 1945 aangesloten bij de Belgische Voetbalbond. Het speelde in zijn eerste seizoen kampioen. De Glorie jaren van de club waren de jaren 50 voornamelijk tussen 1950 en 1954. Want in 1952 nam de club voor het eerst deel aan de Beker van België en in en ook in 1953 nam het opnieuw deel aan de Beker van België. In het seizoen 1950/51 werd het kampioen en in het seizoen 1953/54 werd de club opnieuw kampioen. In totaal tot het heden werd K.R.C Bissegem 12 keer kampioen, deed het 2 keer mee aan de Beker van België, degradeerde het 2 keer en promoveerde het 5 keer. En in totaal won de jeugd van K.R.C Bissegem 65 tornooien. En er zullen er waarschijnlijk nog een tal aan tornooien volgen. 

## Resultaten
| Seizoen | Klasse | Klasse | Klasse | Klasse | Klasse | Klasse | Klasse | Klasse | Klasse | Reeks                                                    | Punten                                                   | Opmerkingen                                              |
|         | 1A     | 1B     | 1Am    | 2Am    | 3Am    | P.I    | P.II   | P.III  | P.IV   | Vanaf 2016-17 zijn er 3 nationale en 2 regionale niveaus | Vanaf 2016-17 zijn er 3 nationale en 2 regionale niveaus | Vanaf 2016-17 zijn er 3 nationale en 2 regionale niveaus |
| ------- | ------ | ------ | ------ | ------ | ------ | ------ | ------ | ------ | ------ | -------------------------------------------------------- | -------------------------------------------------------- | -------------------------------------------------------- |
| 2015/16 |        |        |        |        |        |        |        | 8      |        | Derde prov. W.-Vl. C                                     | 40                                                       |                                                          |
| 2016/17 |        |        |        |        |        |        |        | 12     |        | Derde prov. W.-Vl. C                                     | 35                                                       |                                                          |
| 2017/18 |        |        |        |        |        |        |        | 1      |        | Derde prov. W.-Vl. C                                     | 62                                                       | Kampioen                                                 |
| 2018/19 |        |        |        |        |        |        | 14     |        |        | Tweede prov. W.-Vl. B                                    | 29                                                       | Degradatie                                               |
| 2019/20 |        |        |        |        |        |        |        | 7      |        | Derde prov. W.-Vl. C                                     | 43                                                       |                                                          |
| 2020/21 |        |        |        |        |        |        |        | -      |        | Derde prov. W.-Vl. C                                     | -                                                        | Competitie geschrapt wegens de Coronacrisis.             |
| 2021/22 |        |        |        |        |        |        |        | 2      |        | Derde prov. W.-Vl. B                                     | 59                                                       | Promotie                                                 |
| 2022/23 |        |        |        |        |        |        | 8      |        |        | Tweede prov. W.-Vl. A                                    | 46                                                       |                                                          |
| 2023/24 |        |        |        |        |        |        | 6      |        |        | Tweede prov. W.-Vl. B                                    | 46                                                       |                                                          |
| 2024/25 |        |        |        |        |        |        | 1      |        |        | Tweede prov. W.-Vl. B                                    | 68                                                       | Kampioen                                                 |
| 2025/26 |        |        |        |        |        |        |        |        |        | Eerste prov. W.-Vl.                                      |                                                          |                                                          |